# Mário Soares
Mário Alberto Nobre Lopes Soares, född 7 december 1924 i Lissabon, död 7 januari 2017 i Lissabon, var en portugisisk politiker (socialdemokrat).

## Biografi
Soares var Portugals president mellan 1986 och 1996, för Partido Socialista (PS) ett socialdemokratiskt parti. Han var en av arkitekterna bakom Portugals statsreformation efter den oblodiga revolutionen 1974 (Nejlikerevolutionen), som störtade António de Oliveira Salazars regim. Han var i två omgångar premiärminister: 1976–1978 och 1983–1985.
Han var bokhandlare innan han blev politiker. Han studerade historia, filosofi och juridik vid universitetet i Lissabon. Under studieåren var han medlem i Portugals kommunistparti, och ansvarig för dess ungdomssektion. Som oppositionspolitiker satt han flera gånger i fängelse och var landsförvisad 1970–1974.
Mario Soares förlorade presidentvalet 2006.

## Utmärkelser
- Hedersdoktor vid Universitetet i Rennes 2,  juni 1977[27]
- Storkorset av Isabella den katolskas orden,  21 november 1977[28]
- Hedersdoktor vid Universitetet i Salamanca,  1987[29]
- Storkors med kedja av Karl III:s orden,  11 december 1987[30]
- Nassauska Gyllene lejonets orden,  26 maj 1988[31]
- Hedersdoktor vid Université Sorbonne Nouvelle,  1989[32][33]
- Storkorsriddare med kedja av Republiken Italiens förtjänstorden,  5 april 1989[34]
- Storkors av Piusorden,  1990[35]
- Storkorset med kedja av Finlands Vita Ros orden,  25 oktober 1990[36]
- Förbundsrepubliken Tysklands förtjänstorden - storkors av särskilda klassen,  1991
- Storkedja av Torn- och svärdorden,  9 mars 1991[37]
- Hedersdoktor vid Santiago de Compostela Universitetet,  1992[38]
- Elefantorden,  6 maj 1992[39]
- Galiciens guldmedalj,  1993
- Medalla de Extremadura,  1993
- Storkors av Republiken Polens förtjänstorden,  21 maj 1993[40]
- Storkors med kedja av Isländska falkorden,  4 juni 1993[41]
- Storkors av Bathorden,  19 maj 1994[42]
- Nationella förtjänstorden,  9 oktober 1994[43]
- Storkors av Polonia Restituta,  26 oktober 1994[44]
- Hedersdoktor vid Universidad Complutense,  1995
- Prinsessan av Asturiens pris för internationellt samarbete,  1995[45]
- Riddare med storkors av Sankt Mikaels och Sankt Georgsorden,  1996[42]
- Premio Internacional Simón Bolívar,  1998
- Nord-Syd-priset,  2000
- Hedersdoktor vid Université Bordeaux-Montaigne,  2010[46][47]
- Hedersdoktor vid Coimbras universitet[48]
- Hedersdoktor vid Princeton University[48]
- Hedersdoktor vid Brown University[48]
- Hedersdoktor vid Portos universitet[48]
- Österrikiska republikens förtjänstorden i guld
- Hedersdoktor vid Université libre de Bruxelles[48]
- Hedersdoktor vid Oxfords universitet[48]
- Hedersdoktor vid universitetet i Bologna[48]
- Hedersdoktor vid Universitetet i Genève[48]
- Storkors av tre ordnars band
- Senegals förtjänstorden
- Storkors av Kristi militärorden[37]
- Hedersdoktor vid Bilkentuniversitetet[48]
- Hedersdoktor vid Universidade da Coruña[49]
- Storkors av Chilenska förtjänstorden
- Storkors av Frälsarens orden
- Amílcar Cabral-orden
- Storkorset av Nationalförtjänstorden
- Storkorset av Nederländska Lejonorden
- Storkedja av Portugals frihetsorden[37]
- Storkors med kedja av Södra korsets orden
- Kungliga Serafimerorden
- Storkorset av Mexikanska Aztekiska Örnorden
- Storkors av Hederslegionen
- Storkorset av Ekkronans orden
- Stara Planina-orden
- Storkors av Dannebrogorden
- Storkors av Elfenbenskustens förtjänstorden
- Stora jugoslaviska stjärnans orden
- Storkorset av Ungerska förtjänstorden
- Prémio Autores

[Redigera Wikidata]